# ファンファーレが鳴り響く
『ファンファーレが鳴り響く』は、ゆうばり国際ファンタスティック映画祭2019でグランプリ＆シネガーアワードを受賞した『されど青春の端くれ』の森田和樹監督の2019年に劇場公開された商業映画デビュー作である。監督自身の人生を投影した群像劇が、スプラッター描写満載で繰り広げられる。笠松将、祷キララ、黒沢あすか、川瀬陽太、大西信満、木下ほうかなどが出演した。
ゆうばり国際ファンタスティック映画祭2020の招待作品である。

## あらすじ
高校1年生の明彦は、吃音症でクラスでイジメられていた。ある日、才色兼備の同級生・光莉が猫を殺す場面を目撃する。自らの殺人欲求を告白した光莉は、明彦にイジメている不良達の殺害を提案する。

## 登場人物
- 神戸明彦（笠松将）
- 七尾光莉（祷キララ）
- 神戸美佐子（黒沢あすか）
- 神戸重隆（川瀬陽太）
- 直人（上西雄大）
- 吉田啓介（大西信満）
- 後藤悟史（木下ほうか）

## スタッフ
- 監督・脚本 : 森田和樹
- プロデューサー  :小林良二、鈴木祐介、角田睦、塩月隆史
- 撮影 : 吉沢和晃
- 照明 : 本間光平
- 録音・編集 : 西山秀明
- 特殊造形・特殊メイク : 土肥良城
- ヘアメイク : 堀奈津子
- 音楽 : Lantan
- 音楽プロデューサー : 井本光紀、堀口泰史
- 助監督 : 森山茂雄
- 特殊造形・特殊メイク : 土肥良城
- スチール : 千葉朋昭
- ダンス振付 : 小山梨奈
- 制作担当 : 赤間俊秀
- 製作 : 「ファンファーレが鳴り響く」製作委員会
- 制作・配給・宣伝 : 渋谷プロダクション
- 海外窓口 : ライツキューブ

## 製作
2019年のゆうばり国際ファンタスティック映画祭でグランプリ＆シネガーアワード（批評家賞）の二冠を受賞した森田和樹監督がの長編デビュー作として、2019年に撮影が開始され、同時にクラウドファンディングも発表された。
2020年の8月に、10月17日に公開されることが発表された。